# Нимфей Александра Севера
Нимфей Александра Севера (лат. Nymphaeum divi Alexandri) — руины монументального античного фонтана в Риме на площади Виктора Эммануила II.

## История
Принято считать, что нимфей был построен при императоре Александре Севере (222—235), поскольку сооружение изображено на монете 226 года. Но возможно, он построен раньше, ещё при Флавиях, а при Севере был реконструирован.
Фонтан, выполнявший также водоразборную функцию, стоял на развилке двух крупных дорог, Лабиканской и Пренестинской, за Эсквилинскими воротами, и питался водой из акведука Аква Клавдия или Анио Новус.
В Средневековье нимфей ошибочно интерпретировали как храм или трофей Мария.

## Описание
Первоначальная высота сооружения составляла около 20 м, ширина основания — 25 м. Вода подавалась сзади, через отверстие на высоте около 10 метров, и разделялась на пять струй, падавших в чаши. Сохранившаяся до наших дней кирпичная конструкция ранее была облицована мрамором и украшена рельефами и скульптурами. В 1590 папа Сикст V перенёс две из них на верхнюю площадку Кордонаты (ренессансной лестницы, ведущей на Капитолийский холм).